# Nokia 8310
Il Nokia 8310 è un telefono cellulare prodotto dall'azienda finlandese Nokia e messo in commercio nel 2001.

## Caratteristiche
- Dimensioni: 97 x 43 x 17 mm
- Massa: 84 g
- Durata batteria in conversazione: 3 ore
- Durata batteria in standby: 200 ore (8 giorni)
- Infrarossi